# Tunica (Mississippi)
Tunica é uma cidade  localizada no estado americano do Mississippi, no Condado de Tunica.

## Demografia
Segundo o censo americano de 2000, a sua população era de 1132 habitantes.
Em 2006, foi estimada uma população de 1081, um decréscimo de 51 (-4.5%).

## Geografia
De acordo com o United States Census Bureau tem uma área de
1,8 km², dos quais 1,8 km² cobertos por terra e 0,0 km² cobertos por água. Tunica localiza-se a aproximadamente 60 m acima do nível do mar.

## Proximidades
O diagrama seguinte representa as localidades num raio de 28 km ao redor de Tunica.